# Tentablabus fulvus
Tentablabus fulvus es una especie de coleóptero de la familia Zopheridae.

## Distribución geográfica
Habita en Queensland (Australia).